# Pacifigeron rapensis marotirensis
Pacifigeron rapensis marotirensis es una subespecie dentro del género monotípico de plantas herbáceas Pacifigeron, de la familia Asteraceae. Esta subespecie ocupó las islas de Marotiri en la Polinesia Francesa, o también llamadas islotes de Bass. Vivió en 3 de las 4 rocas principales; norte, sur, y oeste. No se ha observado en las últimas décadas, y bien podría estar extinta.
La planta fue observada por primera vez por el navegante George Bass, quien fue el descubridor de las islas. Describiéndola como el único tipo de flora en las islas en elevarse por encima de los cincuenta centímetros. La planta tenía un aspecto muy similar a la cercanamente emparentada Pacifigeron rapensis de la vecina isla de Rapa, de la se presume que nunca se recolectaron muestras biológicas y, en la actualidad no se conserva ninguna muestra, para cuando la isla fue visitada en 1879, tan sólo quedaban unos pocos ejemplares en la roca sur, su último bastión, y se presume extinta hacia 1881, aunque existen pocas razones para visitar las isla, a excepción de pescadores que la frecuentan con regularidad. Estudios no exhaustivos en los años 1904, 1921 y nuevamente en 1932 no lograron localizar ni rastro de la planta. A pesar de esto, aún no se han llevado a cabo estudios extensos, porque las islas son bastante inaccesibles por sus acantilados, que se elevan abruptamente sobre el océano, por lo que existe una probabilidad ínfima de que aún persista en la isla Meridional, la única que se eleva por encima de los 113 metros. De seguir existiendo, quedan menos de 5 individuos. La UICN clasifica a Pacifigeron rapensis. Var. Marotirensis como Especie en peligro crítico de extinción posiblemente extinta.